# ناحیه سان ویسنته
ناحیه سان ویسنته (به اسپانیایی: Departamento de San Vicente) یک منطقهٔ مسکونی در السالوادور است که در السالوادور واقع شده‌است. ناحیه سان ویسنته ۱٬۱۸۴٫۰ کیلومتر مربع مساحت و ۱۷۴٬۵۶۱ نفر جمعیت دارد.